# Rodulf Haraldsson
Rodulf Haraldsson (muerto en junio de 873), a veces mencionado como Rudolf (del nórdico antiguo Hróðulfr), fue un caudillo vikingo que devastó las islas británicas, Francia Occidental, Frisia y Lotaringia en las décadas de 860 y 870 d. C. Hijo de Harald el Joven y por lo tanto sobrino de Rorik de Dorestad, y ligado familiarmente con Harald Klak y Godofredo Haraldsson, pero fue «la oveja negra de la familia». Fue bautizado como cristiano pero se desconoce bajo que circunstancias. Su carrera es oscura, pero existen menciones similares sobre su persona en anales de la época, en particular en tres citas de Reichsannalen: Annales Bertiniani de Francia Occidental, los Anales de Fulda de Francia Oriental, y los Annales Xantenses del reino de Lotario I. Murió durante una incursión en un intento de forzar el pago de un tributo danegeld a los habitantes de Eastergoa.
En el año 864 Rodulf dirigió un grupo de mercenarios (locarii) hacia Lotaringia para obtener un danegeld (tributo) del rey Lotario II, que fijó en cuatro denarios por cada manso del reino, así como una gran cantidad de ganado, harina, vino y cerveza. La única mención se encuentra en los Annales Bertiniani:

Hlotharius, Hlotharii filius, de omni regno suo quattuor denarios ex omni manso colligens, summam denariorum cum multa pensione farinae atque pecorum necnon vini ac sicerae Rodulfo Normanno, Herioldi filio, ac suis locarii nomine tribuit.
Lotario, hijo de Lotario, recogió cuatro denarios de cada manso existente en su reino, y entregó la suma en metálico, más una gran cantidad de harina y ganado y también vino y sidra, al nórdico Hróðulfr [Rodulf], hijo de Haraldr [Harald], y sus hombres, y esto fue fijado como pago por servicio.

La palabra traducida como "sidra" o "cerveza", sicera, deriva del hebreo antiguo y puede referirse a cualquier bebida alcohólica, no sólo vino. Se ha traducido como sharbat. La cantidad total del danegeld no se registró pero el pago tributario sigue en debate: Einar Joranson no lo menciona expresamente, pero Simon Coupland argumenta que locarii (plural de locarium) se refiere según fuentes del imperio Carolingio al pago por servicios prestados como mercenarios, en oposición al calificativo tributum (pago defensivo).
En dos ocasiones Rodulf se une a su tío Rorik en el 872, para entrar en conversaciones con Carlos el Calvo, como se recoge en los Annales Bertiniani:

El 20 de enero él [Carlos el Calvo] dejó Compendio y fue al monasterio de [se desconoce el nombre en los manuscritos existentes] para mantener conversaciones con los nórdicos Hrørek y Hróðulfr." ... "En octubre él [Carlos el Calvo] se dirigió con una nave por el río Mosa a Maastricht y mantuvo conversaciones con los nórdicos Hrørek y Hróðulfr que se reunieron con él. Carlos dio una grata recepción a Hrørek que probó lealtad, pero a Hróðulfr lo despidió con las manos vacías ya que había protagonizado actos de traición y exigiendo demandas demasiado elevadas. Carlos se preparó con sus hombres más leales para la defensa contra los ataques traicioneros de Hróðulfr. Entonces cabalgó de regreso a Attigny a la abadía de St. Medard, donde [Carlos] pasó la Navidad.

El "Hróðulfr" del texto era Rodulf Haraldsson, presuntamente sobrino de Rorik. Los Annales Xantenses lo citan como "nepos" de Rorik que significa coloquialmente "sobrino". No obstante el mismo término cardenal nepote (Latín: cardinalis nepos) solía usarse para un familiar sin especificar un parentesco concreto; Coupland sugiere que el monasterio pudo ser Moustier-sur-Sambre en la actual provincia de Namur de Bélgica, cercano a las antiguas fronteras de Lotaringia. La razón y naturaleza de las negociaciones se desconocen.
Sumada a la posibilidad de un pago por servicios militares a Lotario II, su íntima relación con los reyes francos sugiere que pudo tener un feudo en Frisia, quizás como herencia de su padre en la década de 840. Si fuese el caso, Carlos se convirtió en su monarca por el Tratado de Meerssen en el año 870. Su actividad depredadora como vikingo tuvo su apogeo, según los anales, en Francia Occidental y «a través de las aguas», presumiblemente en referencia a las islas británicas. Según los Annales Bertiniani, en otoño de 873 Carlos el Calvo advierte a sus vasallos emplazados en el norte del reino que tengan cuidado del vikingo Rodulf por la posibilidad de una traición.
Según los tres anales, Rodulf llegó al norte de Frisia en junio de 873 y envió mensajes a Ostergo demandando un tributo (tributa en palabras de Annales Fuldenses). Los frisones respondieron que solo tributaban impuestos a su rey, Luis el Germánico, y a sus hijos Carlomán de Baviera, Luis III de Alemania y Carlos III el Gordo, respuesta que aseguró la batalla donde Rodulf murió y sus tropas dispersadas. Los Annales Fuldenses mencionan a un escandinavo cristiano, cuyo nombre no se cita, luchando en el lado frisón y ofreciendo consejo crucial para la victoria. Los anales ofrecen detallada información sobre la batalla.:

En junio Hróðulfr, cierto nórdico de casta real, quien a menudo devastaba el reino de Carlos [Francia Occidental] con pillajes y fuego, lideró una flota para una incursión en el reino de Luis el Germánico, en [Oostergo] el condado de Abdagus duque de Frisia, y envió mensajeros exigiendo a los habitantes de la región que debían pagarle tributo. Cuando respondieron que no pagarían tributo a nadie más que al rey Luis y sus hijos, y que no cederían a sus demandas en este asunto bajo ninguna circunstancia, [Rodulf] se enfureció, y en su orgullo juró que tras matar a todos los varones, sus mujeres y niños serían esclavizados y los bienes incautados y no se conocería venganza igual en el cielo. Invadió sus tierras y comenzó una guerra contra ellos. Ellos, no obstante, invocaron al Señor, quien a menudo les había protegido de sus enemigos y se opusieron con armas a su malvado enemigo; siguió la batalla y el mismo Hróðulfr cayó primero, y con él 800 hombres.

Pero el resto, como no pudieron acceder a sus naves, se refugiaron en un edificio. Los frisones asediaron la plaza y buscaron consejo entre ellos y discutieron lo que deberían hacer con ellos. Diferentes personas y diferentes opiniones, cuando un nórdico convertido a cristiano y que había vivido entre los frisones mucho tiempo y les lideró durante el ataque, se dirigió a los demás así: 
«Oh mis buenos compañeros en armas, es suficiente para nosotros haber luchado tanto, no por nuestra fuerza sino por la de Dios que hemos prevalecido contra nuestros enemigos. Sabéis que nosotros también estamos absolutamente exhaustos y muchos de nosotros seriamente heridos, y aquellos que permanecen entre nosotros, en la desesperación. Si comenzamos una lucha contra ellos, no triunfaremos sin derramamiento de sangre; si ellos se vuelven fuertes—pues el resultado de la batalla es incierto—entonces quizás nos venzan y salgan airados, todavía capaces de hacernos daño. Por lo tanto me parece más sensato, que deberíamos tomar rehenes entre ellos y dejar marchar a algunos a salvo en sus naves. Mientras tanto retenemos a los rehenes hasta que devuelvan todo el tesoro que mantienen en sus barcos, y tomasen juramento que nunca más regresarán al reino del rey Luis.»

Los demás accedieron a este plan, y tras tomar algunos rehenes permitieron partir algunos hacia sus barcos. Estos devolvieron un inmenso tesoro y les fueron devueltos los rehenes, tras primero, como he dicho, tomar juramento que nunca regresarían al reino del rey Luis. Ellos regresaron con gran vergüenza y pérdidas, y sin su caudillo, a su propio país.

La cita de los Annales Bertiniani es mucho más breve:

Mientras tanto el nórdico Hróðulfr (Latin: Rodulfus), quien había causado gran maldad en el reino de Carlos, fue matado en el reino de Luis con 500 y más de sus cómplices. Carlos recibió noticias certeras sobre esto y permaneció en su posición en Angers.

El autor anónimo de los Annales Xantenses se expresa de forma ácida sobre su muerte:

Quamvis baptizatus esset, caninam vitam digne morte finivit.
Aunque fue bautizado, acabó su vida de perro con una muerte merecida.